# Serra do Mar
Serra do Mar – pasmo górskie w południowo-wschodniej Brazylii, na krańcu Wyżyny Brazylijskiej, rozciągające się wzdłuż wybrzeża Oceanu Atlantyckiego. Pasmo liczy około 1300–1500 km długości i biegnie od stanu Rio de Janeiro na północy, przez São Paulo i Paranę, do Santa Catariny na południu.
Pasmo zbudowane jest głównie z gnejsów i granitów. Najwyższe szczyty pasma to Pico Maior de Friburgo (2366 m n.p.m.), Pico da Caledônia (2257 m n.p.m.) i Pedra do Sino (2255 m n.p.m.).